# Midden-Limburgroute
De Midden-Limburgroute is een bewegwijzerde toeristische autoroute in Belgisch Limburg in Vlaanderen. De route is bewegwijzerd met zeshoekige blauwwitte borden en bestaat uit drie lussen langs onder andere Genk, Zutendaal, Glabbeek, Lummen, Zonhoven, Heusden-Zolder. 